# Eddie Bracken

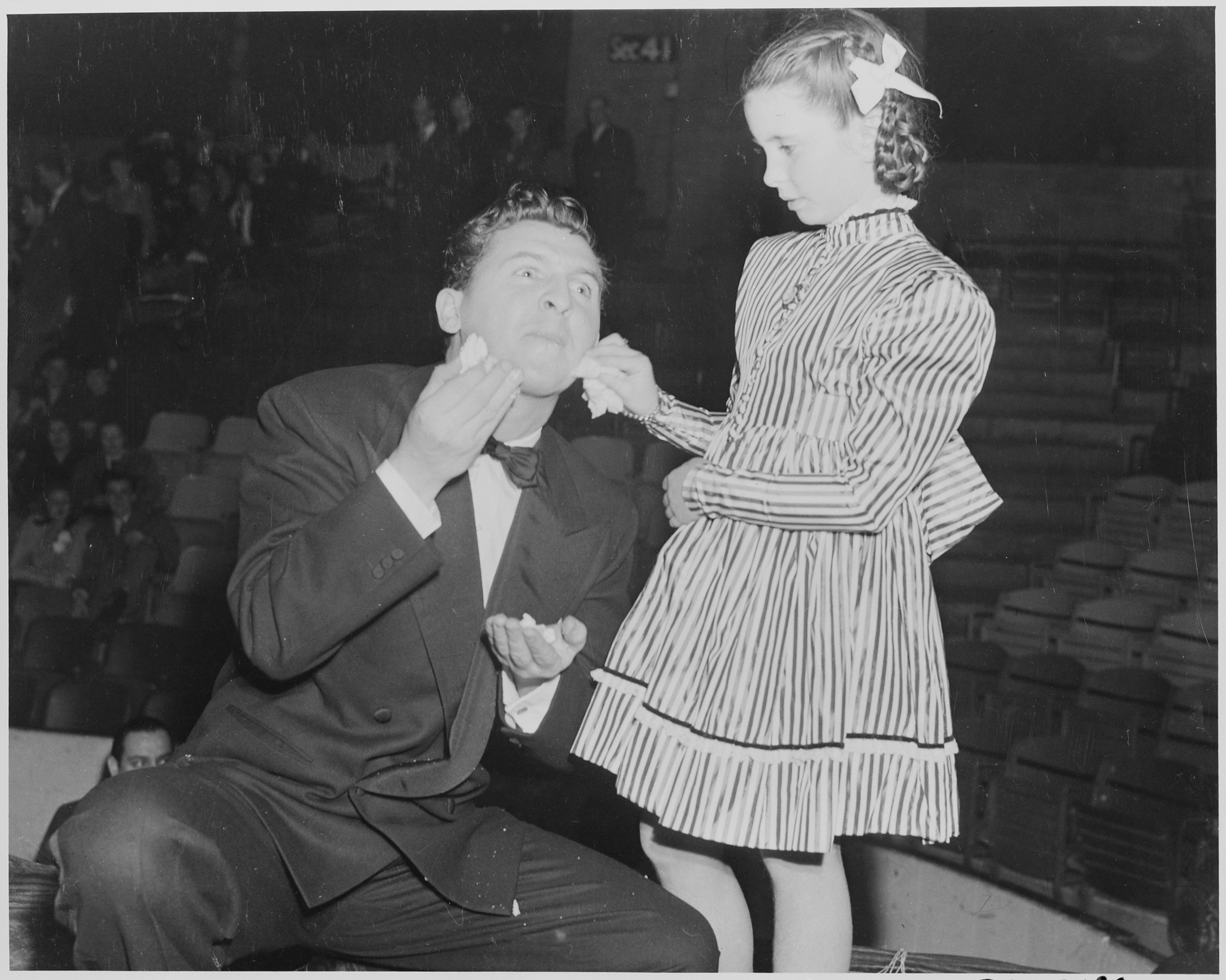
Eddie Bracken mit Kinderstar Margaret O’Brien beim Roosevelt Birthday Ball 1946

Edward „Eddie“ Vincent Bracken (* 7. Februar 1915 in Astoria, New York; † 14. November 2002 in Montclair, New Jersey) war ein US-amerikanischer Schauspieler bei Theater, Kino und Fernsehen.

## Leben
Eddie Bracken stand bereits im Alter von neun Jahren auf New Yorker Bühnen. Er hatte bereits eine Karriere am Broadway hinter sich, als er 1939 in einer kleinen Rolle erstmals auf der Kinoleinwand zu sehen war. Seine erste größere Rolle hatte er 1940 in der Komödie Too Many Girls an der Seite von Lucille Ball und Ann Miller. Bracken entwickelte schnell eine beachtliche Popularität und wurde während des Zweiten Weltkriegs durch eine Reihe von Filmkomödien zum Star. Dabei verkörperte er etwas trottelige und schüchterne, aber gutherzige und liebenswürdige junge Männer, die am Ende trotz aller Unbeholfenheit ihr Liebesglück fanden. Am bekanntesten aus dieser Phase seiner Karriere sind die Hauptrollen in den 1944 erschienenen Filmklassikern Sensation in Morgan’s Creek und Heil dem siegreichen Helden, beide unter Regie von Preston Sturges. Für seine Leistung in Heil dem siegreichen Helden als von der Armee abgelehnter junger Mann, der unversehens zum Kriegshelden erklärt wird, erhielt er eine Auszeichnung vom National Board of Review.
Zwischen 1945 und 1947 hatte Bracken zunächst bei NBC Radio, später bei CBS Radio eine eigene, landesweit gesendete Radioshow; Radio war zu dieser Zeit – vor dem breiten Durchbruch des Fernsehens – das populäre abendliche Massenmedium. Nachdem Paramount Pictures im Jahr 1947 seinen Studiovertrag nicht verlängerte und er ohne feste Bindung an ein Studio arbeiten musste, spielte er unter anderem den erfolglosen Verehrer von Judy Garland im MGM-Musicalfilm Summer Stock. Insgesamt ließ sein Erfolg jedoch merklich nach. Deshalb verließ Bracken 1953 das Filmgeschäft, um sein Glück am Broadway zu suchen. Er übernahm dort zeitweise die Hauptrolle des Richard Sherman in dem Komödienhit The Seven Year Itch. In den folgenden Jahrzehnten spielte Bracken vor allem in Musicals und Komödien wie Shinbone Alley, Hello, Dolly!, The Odd Couple, Show Boat und Sugar Babies. In seiner späten Karriere trat Bracken, der bei der Bühne auch gelegentlich als Regisseur oder Produzent fungierte, häufig am beliebten Paper Mill Playhouse in New Jersey auf.
Ab den 1950er-Jahren übernahm er sporadisch Gastrollen in Fernsehserien wie Tausend Meilen Staub oder später Golden Girls und Mord ist ihr Hobby. Zum Hollywood-Film kehrte er allerdings erst 1983 nach 30 Jahren Pause zurück, als er in der Komödie Die schrillen Vier auf Achse den sympathischen Gründer eines Freizeitparks verkörperte. In den 1990er-Jahren sah man ihn in Nebenrollen in den Komödien Kevin – Allein in New York (als Mr. Duncan, freundlicher Besitzer eines New Yorker Kaufhauses) und Juniors freier Tag (als ein alter Soldat). Seine letzte Rolle spielte Bracken 2001 in der Rolle des Starkeepers in einer Musical-Produktion von Carousel am Paper Mill Playhouse, hierbei feierte er auch seinen 15.000sten Bühnenauftritt.
Eddie Bracken war von 1939 bis zu ihrem Tod im August 2002 mit Connie Nickerson verheiratet, das Paar hatte fünf Kinder. Nur rund drei Monate nach dem Tod seiner Frau starb Bracken im Alter von 87 Jahren an den Folgen einer Operation. Ihm sind zwei Sterne auf dem Hollywood Walk of Fame in den Kategorien Fernsehen und Radio gewidmet.

## Filmografie (Auswahl)
- 1939: Pacific Liner

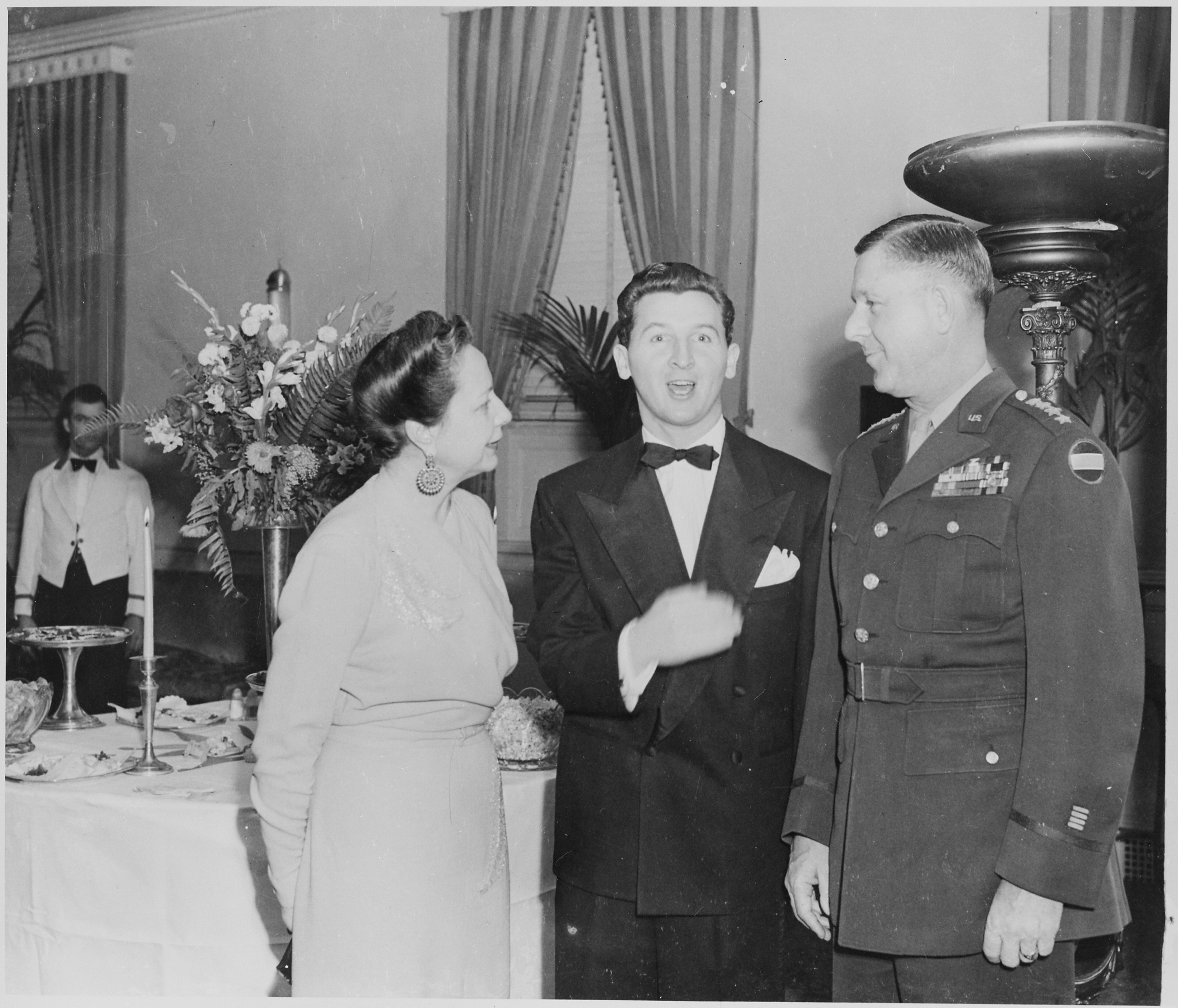
Eddie Bracken (Mitte) mit zwei unidentifizierten Personen bei Roosevelt Birthday Ball 1946

- 1939: Der Glöckner von Notre Dame (The Hunchback of Notre Dame)
- 1940: Too Many Girls
- 1941: Caught in the Draft
- 1941: Auf Fischfang in der Großstadt (Reaching for the Sun)
- 1942: Star Spangled Rhythm
- 1943: Young and Willing
- 1944: Sensation in Morgan’s Creek (The Miracle of Morgan’s Creek)
- 1944: Heil dem siegreichen Helden (Hail the Conquering Hero)
- 1945: Duffy’s Tavern
- 1945: Der Dieb und die Blonde (Hold That Blonde)
- 1949: Venus am Strand (The Girl from Jones Beach)
- 1950: Summer Stock
- 1951: Drei Frauen erobern New York (Two Tickets to Broadway)
- 1952: Wir sind gar nicht verheiratet (We’re Not Married!)
- 1953: A Slight Case of Larceny
- 1963/1964: Tausend Meilen Staub (Rawhide, Fernsehserie, 2 Folgen)
- 1964/1965: Amos Burke (Burke’s Law, Fernsehserie, 2 Folgen)
- 1970: Shinbone Alley (Zeichentrickfilm, Stimme von Archy)
- 1983: Die schrillen Vier auf Achse (National Lampoon’s Vacation)
- 1983: Der Wind in den Weiden (The Wind in the Willows, Fernsehfilm, Stimme von Moley)
- 1985: Mord ist ihr Hobby (Murder, She Wrote, Fernsehserie, Folge 1x19 Mord mit Vorsatz)
- 1990: Golden Girls (The Golden Girls, Fernsehserie, Folge 5x20 Zweimal im Leben)
- 1990: Kampf gegen die Mafia (Wiseguy, Fernsehserie, 2 Folgen)
- 1990: Harrys Nest (Empty Nest, Fernsehserie, Folge 3x10 Dreyfuss, der Schwerenöter)
- 1991: Oscar – Vom Regen in die Traufe (Oscar)
- 1992: Kevin – Allein in New York (Home Alone 2: Lost in New York)
- 1993: Der Durchstarter (Rookie of the Year)
- 1993: Die Stunde der Wahrheit (The American Clock, Fernsehfilm)
- 1994: Der steinige Weg zur Gerechtigkeit (Assault at West Point: The Court-Martial of Johnson Whittaker, Fernsehfilm)
- 1994: Winnetka Road (Fernsehserie, 4 Folgen)
- 1994: Juniors freier Tag (Baby’s Day Out)
- 1994: Detektiv Hanks (The Cosby Mysteries, Fernsehserie, Folge 1x08)
- 2000: The Ryan Interview (Fernsehfilm)
- 2000: Ed – Der Bowling-Anwalt (Ed, Fernsehserie, Folge The World of Possibility)